# Keisha Castle-Hughes
Keisha Castle-Hughes (Donnybrook, Austràlia Occidental, 24 de març de 1990) és una actriu neozelandesa-australiana.

## Biografia
És filla de pare australià, Tim Castle, i de mare maorí, Desrae Hughes, i té quatre germans petits, Rhys, Liam, Quade i Maddisyn Castle-Hughes.
Keisha va néixer a Austràlia encara que als quatre anys es va traslladar amb la seva família a Nova Zelanda (és australiana per naixement, però es va convertir en ciutadana neozelandesa el 2001).
El 2003 va començar a sortir amb Bradley Hull, la parella va tenir una filla, Felicity-Amore Hull, el 25 d'abril de 2007; però la relació va acabar el 2010.
El 2012 va començar a sortir amb Michael Graves, però la relació va acabar aquest mateix any. Al febrer del mateix any Graves va ser arrestat per la policia i acusat per agredir a Keisha, no obstant això l'acusació en contra de Graves va ser rebutjada a l'abril després de testimoniatges inconsistents.
El 2012 va començar a sortir amb el DJ Jonathan Morrison i després de només sis setmanes junts, el 2 de setembre del mateix any la parella va anunciar que estaven compromesos. El 14 de febrer de 2013 la parella finalment es va casar.

## Carrera
L'any 2003 pel seu paper de Paikea Apirana (Pai) en la pel·lícula Whale Rider, es va convertir en l'actriu més jove mai nominada a la categoria de millor actriu en els Premis de l'Acadèmia, rècord que va mantenir fins a 2012 quan la estatunidenca Quvenzhané Wallis va ser nominada amb nou anys.
Malgrat no tenir cap experiència anterior actuant, la jove de llavors tretze anys va passar directament de l'aula del seu col·legi a Auckland al set de rodatge. Per aquesta pel·lícula va rebre molt bones crítiques.
Després d'aquest paper, va aparèixer en el video musical de la cançó de Prince "Cinnamon Girl". També ha aparegut en la revista Vanity Fair.
El 2005 va interpretar a la Reina de Naboo en la pel·lícula Star Wars episodi III: La venjança dels Sith. Al maig de 2006, va començar a rodar a Sydney la pel·lícula Hey, Hey, It's Esther Blueburger. També va interpretar el paper de la Mare de Déu en la pel·lícula de Catherine Hardwicke The Nativity Story.
El 25 de juliol de 2014 es va anunciar que Keisha s'uniria a l'elenc de la cinquena temporada de la popular sèrie Game of Thrones, donant vida a Obara Arena, una guerrera feroç i la filla bastarda de Oberyn Martell, participant fins a la setena temporada.

## Filmografia
| Any       | Títol                                        | Paper                   | Notes                                                                     |
| --------- | -------------------------------------------- | ----------------------- | ------------------------------------------------------------------------- |
| 2002      | Whale Rider                                  | Paikea                  | [ 9 ] [ 10 ]                                                              |
| 2005      | Star Wars episodi III: La venjança dels Sith | Reina Apailana de Naboo |                                                                           |
| 2006      | The Nativity Story                           | Maria                   |                                                                           |
| 2008      | Hey Hey It's Esther Blueburger               | Sunni                   |                                                                           |
| 2009      | A Heavenly Vintage                           | Celeste                 |                                                                           |
| 2009      | Piece of My Heart                            | Young Kat               | Pel·lícula per a televisió                                                |
| 2010      | Legend of the Seeker                         | Maia / Creadora         | Episodi: "Creator"                                                        |
| 2011      | Vampire                                      | Jellyfish               |                                                                           |
| 2011      | Red Dog                                      | Rose                    |                                                                           |
| 2011–2013 | The Almighty Johnsons                        | Gaia                    | Personatge regular - temporades 1 i 2; personatge recurrent - temporada 3 |
| 2012      | Rewind                                       | Priya                   | Pel·lícula per a televisió                                                |
| 2013      | The Stolen                                   | Aroha                   |                                                                           |
| 2014      | The Walking Dead                             | Joan                    | Episodi: "Slabtown"                                                       |
| 2015–2017 | Game of Thrones                              | Obara Arena             | 8 episodis                                                                |
| 2015      | Queen of Carthage                            | Simi                    |                                                                           |
| 2016      | Roadies                                      | Donna Mancini           | Personatge regular                                                        |
| 2016      | Thank You for Your Service                   | Alea                    |                                                                           |
| 2017      | Manhunt: Unabomber                           | Tabby                   | Personatge secundari; sèrie de televisió de Netflix i Discovery Channel   |
| 2019      | FBI Most Wanted                              | Hana Gibson             |                                                                           |

## Premis i nominacions

### Oscar
| Any  | Categoria     | Pel·lícula  | Resultat  |
| ---- | ------------- | ----------- | --------- |
| 2003 | Millor actriu | Whale Rider | Candidata |

### Premis del Sindicat d'Actors
| Any  | Categoria                | Pel·lícula  | Resultat  |
| ---- | ------------------------ | ----------- | --------- |
| 2003 | Millor actriu secundària | Whale Rider | Candidata |